# Indigofera grata
Indigofera grata är en ärtväxtart som beskrevs av Ernst Meyer. Indigofera grata ingår i släktet indigosläktet, och familjen ärtväxter. Inga underarter finns listade i Catalogue of Life.